# 滋賀県道・京都府道35号大津淀線
滋賀県道・京都府道35号大津淀線（しがけんどう・きょうとふどう35ごう おおつよどせん）は、滋賀県大津市追分町から京都府京都市伏見区納所交点に至る主要地方道（滋賀県道・京都府道）である。

## 概要
旧東海道の別ルートとして作られた大津街道がもとになっている。大津市から京都市山科区までと、伏見区深草飯食町から大手筋までの南向き一方通行の市街部分（師団街道及び京町通）は道幅は狭いが、それ以外は2車線の車道が確保されている。また、伏見大手筋商店街はアーケードとなっており、毎日正午から午後8時までは歩行者専用道路となる（それ以外の時間帯は東行きの一方通行である）。
一方通行区間が多く向きもそれぞれ異なるため、大阪府道15号同様に車両での完走はできない。
滋賀県と京都府の府県境部分では、「境界地にかかる主要府県道大津淀線の道路の管理および費用の負担に関する協定」により京都市山科区八軒屋敷町2番地以東を滋賀県が、同地以西を京都市が管理している。

### 路線データ
- 起点：滋賀県大津市追分町
- 終点：京都府京都市伏見区納所町納所

## 歴史
- 1954年（昭和29年）
  - 1月20日 - 建設省（現・国土交通省）が主要地方道大津淀線を指定。
  - 9月6日 - 滋賀県が路線認定。
- 1955年（昭和30年）10月18日 - 京都府が路線認定（整理番号 - 主要地方道35）。
- 1971年（昭和46年）4月1日 - 一般国道24号との重複区間だった伏見区鑓屋町～伏見区京町4丁目間が伏見バイパス第1期の開通に伴い本路線の単独区間に。
- 1972年（昭和47年）3月31日 - 一般国道24号との重複区間だった伏見区深草～伏見区鑓屋町が本路線の単独区間となる（伏見バイパス全通に伴う）。
- 1990年（平成2年）9月17日 - 滋賀県が主要地方道の整理番号再編に伴い、本路線の整理番号は京都府に合わせ35へ統一。
- 1993年（平成5年）5月11日 - 建設省から、主要府県道大津淀線が大津淀線として主要地方道に再指定される[1]。

## 路線状況

### 重複区間
- 滋賀県道・京都府道36号大津宇治線（大津市追分町、起点 - 京都市山科区小野御所ノ内町）
- 京都府道79号伏見柳谷高槻線（京都市伏見区京町4丁目・京阪本線伏見桃山駅前 - 伏見区横大路（府道横大路交差点））
- 京都府道13号京都守口線（京都市伏見区下鳥羽広長町・国道1号大手筋交差点 - 伏見区納所町納所交差点）

## 地理

### 通過する自治体
- 滋賀県
  - 大津市
- 京都府
  - 京都市（山科区 - 伏見区）

### 交差する道路

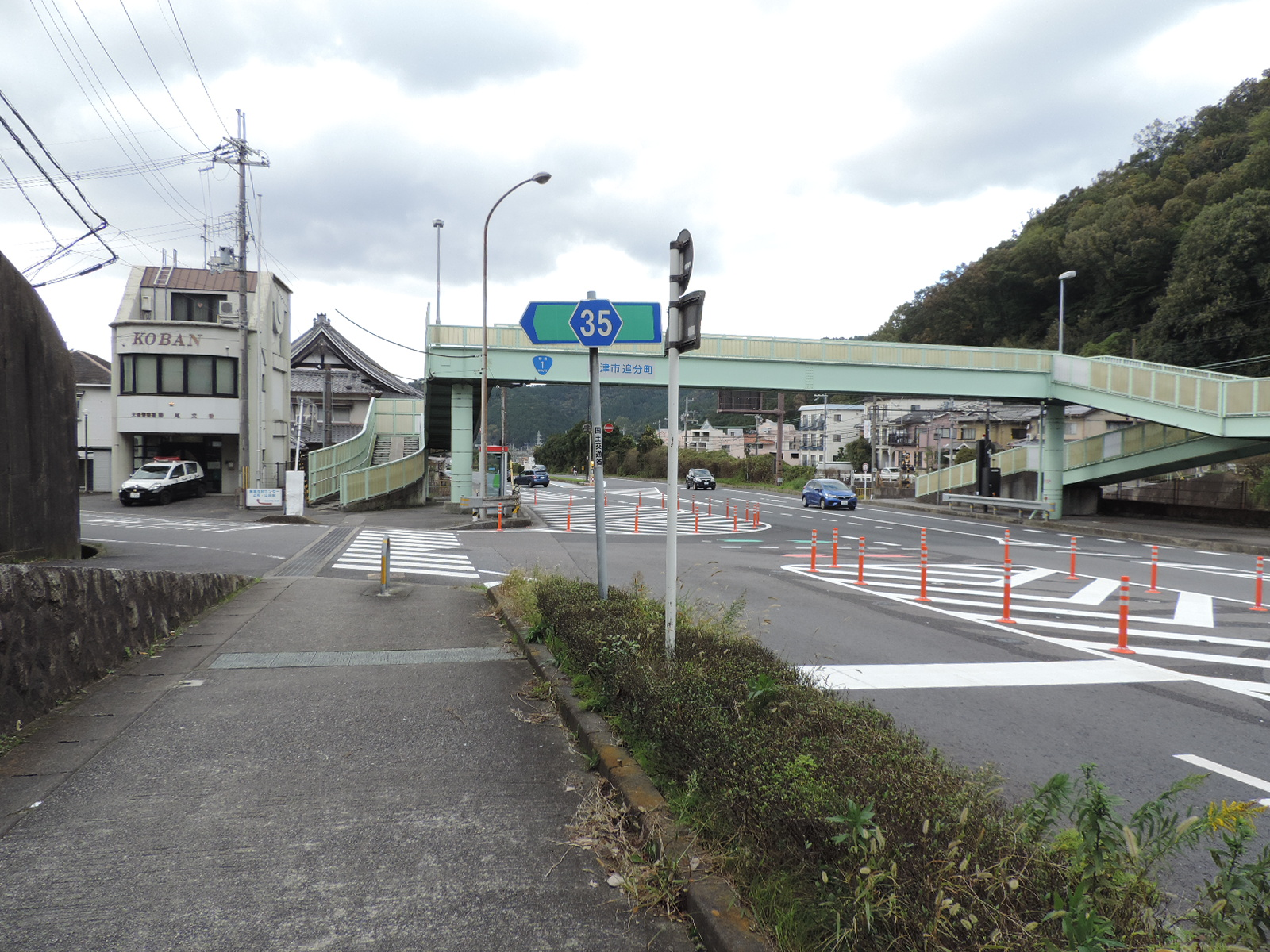
大津市の起点付近

- 国道1号（国道8号重複。大津市追分町、起点）
- 国道1号（京都市山科区音羽前田町）
- 国道1号（京都市山科区大塚森町、山科大塚交差点）
- 京都府道36号大津宇治線（京都市山科区小野御所ノ内町）
- 京都府道117号小野山科停車場線（京都市山科区小野葛籠尻町）
- 京都外環状線（京都市山科区小野鐘付田、外環小野交差点）
- 京都市道185号勧修寺日ノ岡線（京都市山科区勧修寺仁王堂町）
- 京都府道118号勧修寺今熊野線（京都市山科区勧修寺仁王堂町、勧修寺下ノ茶屋町交差点）
- 国道24号（京都市伏見区鑓屋町）
- 京都府道202号伏見向日線（京都市伏見区京町10丁目）
- 京都府道121号丹波橋停車場線（京都市伏見区京町南8丁目）
- 京都府道79号伏見柳谷高槻線（京都市伏見区京町4丁目）
- 京都府道115号伏見港京都停車場線（京都市伏見区西大手町・竹田街道大手筋交差点）
- 第二京阪道路 伏見出入口（京都市伏見区下鳥羽浄春ケ前町）
- 国道1号・京都府道13号京都守口線（京都市伏見区下鳥羽広長町・大手筋交差点）
- 京都府道13号・京都府道79号（府道横大路交差点）
- 京都府道13号・京都府道124号・京都府道125号・京都府道204号（京都市伏見区納所町納所。納所交差点。終点）

### 沿線にある施設など
- 佛立寺
- 京阪京津線 追分駅
- 洛和会音羽病院
- 京都市立音羽小学校
- 京都市立大宅小学校
- 京都市立大宅中学校
- 山科警察署
- 京都市営地下鉄東西線 小野駅
- 勧修寺
- 勧修寺観光農園
- 深草ゴルフ場
- 国立病院機構京都医療センター
- 京都市立深草小学校
- 京都市立藤森中学校
- 京都教育大学附属高等学校
- 伏見消防署
- 伏見インクライン跡地
- 撞木町（伏見夷町）遊郭跡
- 京阪本線 丹波橋駅、近鉄京都線 近鉄丹波橋駅
- 京阪本線 伏見桃山駅、近鉄京都線 桃山御陵前駅
- 月桂冠
- 三栖公園
- 京都蘇生会病院